# 블랙마운틴 칼리지
블랙마운틴 칼리지(영어: Black Mountain College)는 1933년 예술 분야에 역점을 두는 4년제 리버럴 아츠 칼리지로 설립되었다. 당시 블랙마운틴 칼리지는 롤린스 칼리지의 교수 출신이었던 학자인 존 앤드류 라이스와 작가인 시어도어 드라이어등이 세웠고, 개교 이후 8년 동안 노스캐롤라이나주 블랙마운틴 남쪽의 전원지역에 있는 YMCA 회관을 임대해 교사로 이용했다. 1941년 에덴 호수 인근에 조성한 캠퍼스로 이전했으며, 1957년 학교 문을 닫았다.
오늘날 블랙마운틴 칼리지는 애슈턴의 블랙마운틴 칼리지 박물관 + 예술회관(BMCM+AC)으로 그 역사를 이어가고 있다.

## 역사

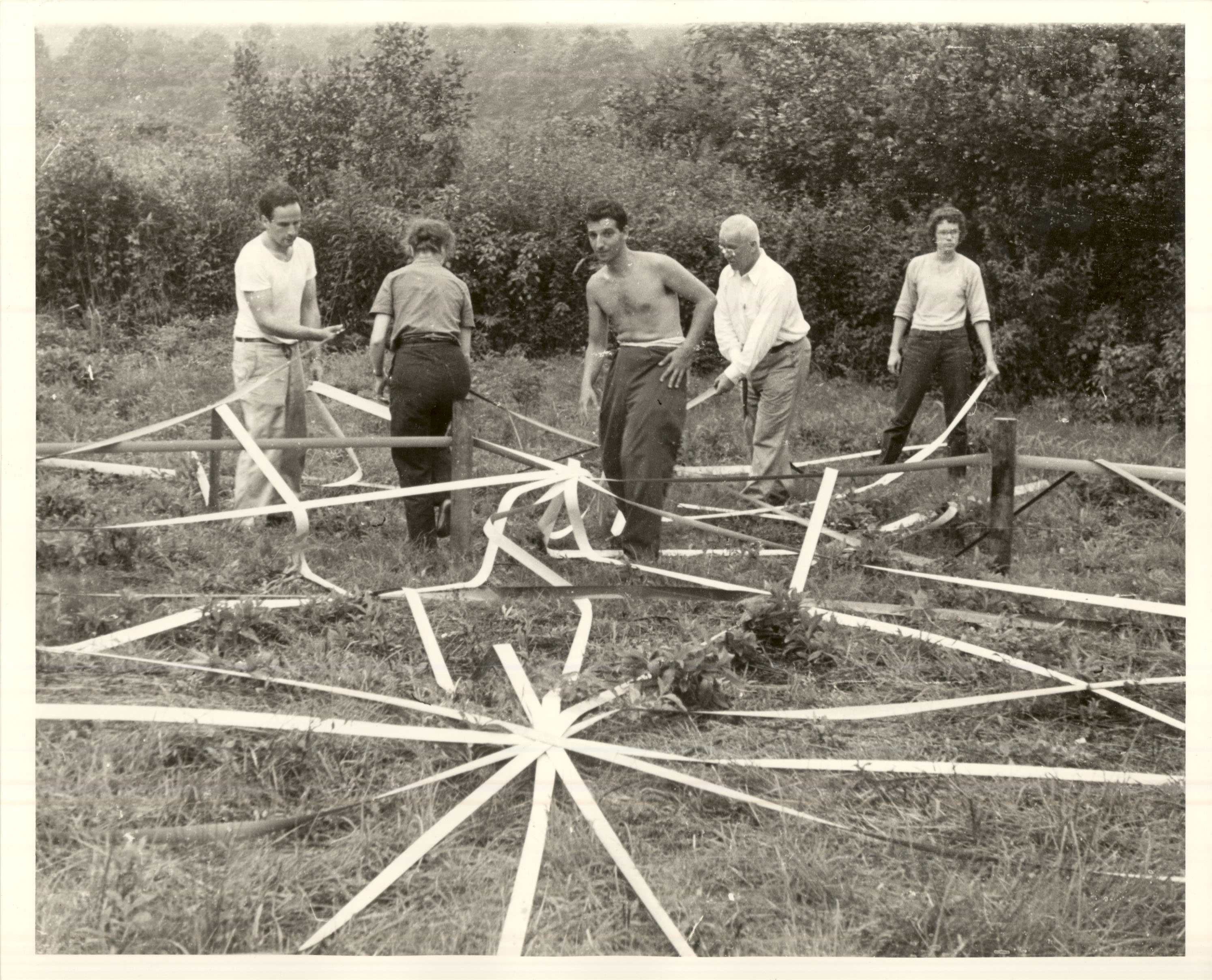
1948년 벅민스터 풀러와 학생들이 지오데식 돔을 조립하고 있는 모습

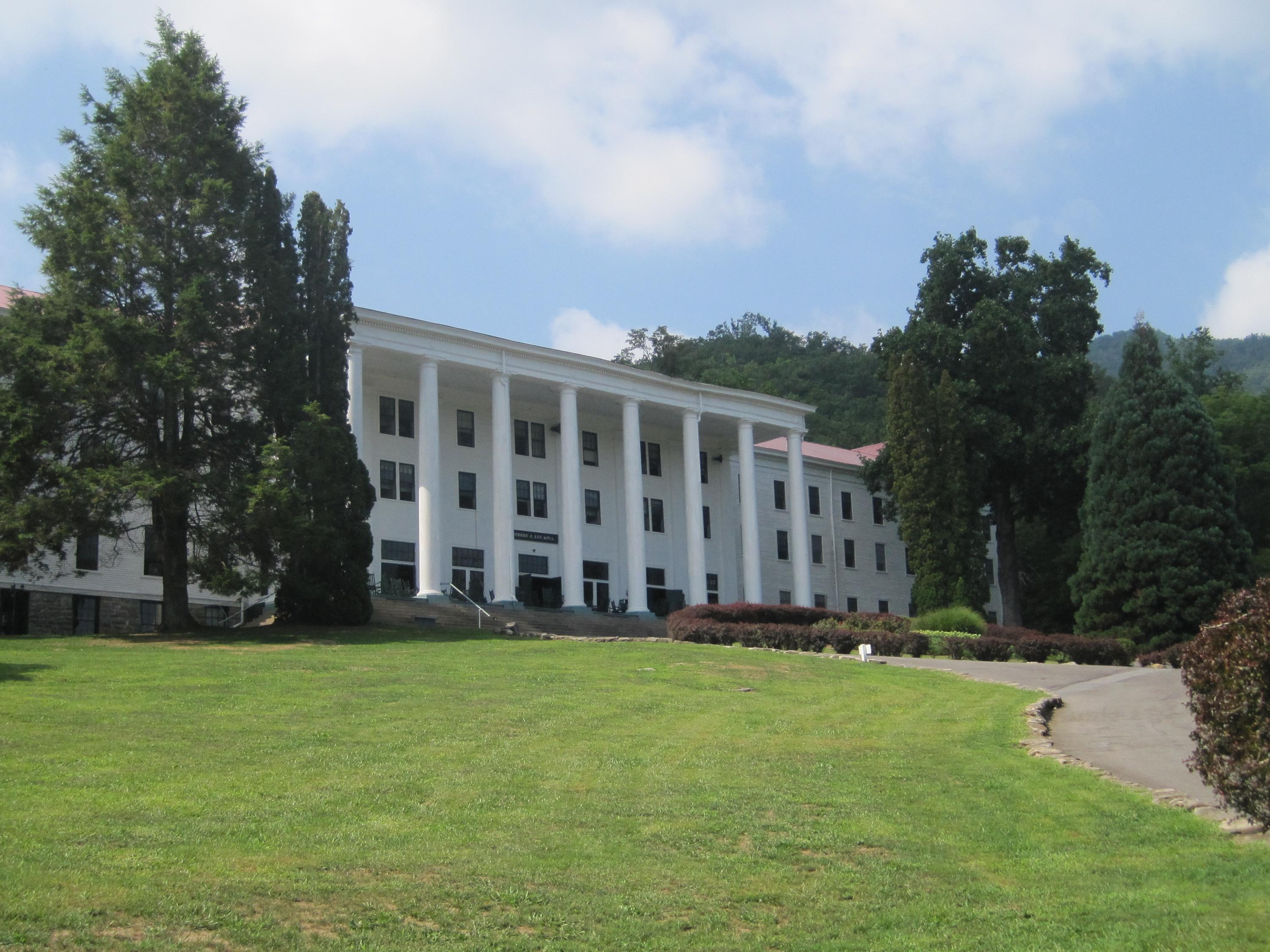
1933년부터 1941년까지 블랙마운틴 칼리지가 있었던 YMCA 회관

블랙마운틴 칼리지는 롤린스 칼리지에서 충성서약서 서명을 거부해 해고당한 존 앤드류 라이스, 테어도어 드라이어, 프레더릭 조지아, 랄프 라운즈버리가 주축이 돼 1933년에 세웠다.블랙마운틴 칼리지는 여러 가지 교육실험을 단행하고 선구적으로 학제간교육을 실시한 학교로 유명했다. 미국의 유명한 시각예술가, 작곡가, 시인, 디자이너 등이 이 대학에서 학생들을 지도했으며, 학생들은 교육정책을 수립하고 학과를 편성하는 데 적극적으로 참여했다. 이 대학의 교수와 학생들은 미국의 전위예술을 비롯해 여러 분야의 예술이 발전하는 데 큰 영향을 미쳤다. 이 대학의 교수 가운데 건축가인 벅민스터 풀러, 화가인 프란츠 클라인, 로버트 마더웰, 작가인 찰스 올슨, 작곡가인 존 케이지, 무용가이자 안무가인 머스 커닝엄 등이 있었다.
1948년 이 대학의 교수로 부임한 벅민스터 풀러는 기하학을 동원해 기둥 없이 공간을 덮을 수 있는 지오데식 돔을 최초로 완성했다. 1952년 존 케이지는 이 대학에서 처음으로 멀티미디어 해프닝을 연출했고, 다음해 머스 커닝엄은 무용단을 창단했다. 1954년 전위문학 잡지인 《블랙마운틴 리뷰》가 창간되었으며, 이 잡지에는 앨런 긴즈버그 등 영향력 있는 여러 작가의 작품이 게재되었다.

## 사회 정치적인 맥락
1933년 나치 독일이 예술 학교인 바우하우스를 강제로 폐쇄했을 때 많은 수의 바우하우스 강사진들은 유럽을 떠나 미국으로 갔고, 그 가운데 요제프 알버즈와 같은 많은 강사들이 블랙마운틴에 정착했다. 아돌프 히틀러가 권력을 잡고 예술가들을 박해하자 유럽의 많은 예술가들이 미국으로 이주했고, 블랙마운틴 칼리지에는 그러한 학생들과 강사들이 모여들었다.
한편 블랙마운틴 칼리지는 미국 내에서 인종 차별 정책이 벌어지고 있을 때에 흑인 학생들을 받았고, 블랙마운틴 칼리지의 흑인 여학생이었던 앨머 스톤 윌리엄스는 짐크로 법 시대에 미국 남부에서 백인 학교를 다닌 최초의 흑인 학생 가운데 한명으로 여겨지고 있다.

## 폐교
블랙마운틴 학교는 요제프 알버즈가 예일 대학교로 자리를 옮기고 몇 년 흐른 뒤인 1957년 학생 수의 급감과 재정 문제가 겹쳐 문을 닫았다.
유명한 졸업생으로 화가인 로버트 로셴버그와 빌럼 데 쿠닝, 케네스 놀런드, 시인인 로버트 크릴리 등이 있다.

## 같이 보기
- 베닝턴 대학교
- 쿠퍼 유니언
- 플로리다 뉴 칼리지